# Bujanovics Ede
Aggteleki Bujanovics Ede (Kassa, más források szerint Bécs, 1776. július 21. – Kassa, 1855. szeptember 24.) mezőgazdasági szakíró, ügyvéd és földbirtokos.

## Élete
1803-ban már mint ügyvéd a Böki községben Sáros-megyében, saját birtokán gazdálkodott. 1850–1853-ban a kassai kerületi adóbizottságnak ülnöke volt. 1842-ben az orosz gazdászati társaság tagjává választotta.

## Munkái
- Wilce gami aneb doli. Kassa, 1829. (Farkasvermek… Névtelenűl.)
- A haszonbérrendszerről. Buda, 1843. (A magyar gazdasági egyesülettől száz aranynyal koszorúzott pályamunka.)
- Ueber die verschiedenen Methoden der Aufbewahrung des Getreides. Pest, 1846. Online
- Magtárakról. Uo. 1846. (Előbbinek magyar kiadása.)

Gazdasági cikkeket írt Der Bote c. lapba (1835.), az Ismertetőbe (1838), Gazdasági Tudósításokba (1840–41), a Magyar Gazdába (1841–43), Magyar Orvosok és Természett. Munkálataiba (VII. 1847).